# Скетмен Джон
Джон Па́ул Ла́ркін (13 березня 1942, Ель-Монте — 3 грудня 1999, Лос-Анджелес), був знаний як Скетмен Джон) — відомий джазовий музика-заїка.
Джон Скетмен зумів поєднати в одне ціле стилі скет та диско, і отримав свою популярність 1994 року за пісню «Scatman (Ski Ba Bop Ba Dop Bop)». Оскільки він із дитинства страждав на заїкання, то, як співак висловився сам, це був процес обернення його найбільшої проблеми в найбільше надбання. За свої альбоми та сингли він отримав 14 золотих та 18 платинових відзнак. Джон Скетмен також здобув нагороду Енні Ґлен за свій неабиякий вклад у допомогу заїкам. У 57-річному віці він помер у своєму домі в Лос-Анджелесі від раку легень.

## Опис творчості

### Ранні роки
Джон народився в Ель-Монте, штат Каліфорнія (США). Він страждав від тяжкої форми заїкання ще відтоді, відколи почав говорити. Це призвело до емоційної травми дитинства. Навіть у пік свого успіху 1995 року журналісти зазначали, що під час інтерв'ю «він майже ніколи не закінчував речення, не повторивши його фрази принаймні 6—7 разів». У 12-річному віці він почав навчатися гри на піаніно, а у віці 14 років займатись мистецтвом скет-співу за допомогою записів Елли Фіцджеральд та Луї Армстронга та інших. Піаніно давало йому можливість мистецько висловлюватися і, таким чином, компенсувало трудність мовлення. В одному інтерв'ю 1996 року він зазначив:
Гра на піаніно дала можливість мені висловлюватися… Я маскувався піаніно, бо боявся розмовляти.
Він став професійним джаз-піаністом у 1970-х та 1980-х роках, виконуючи репертуар у джаз-клубах Лос-Анджелеса. 1986 року він випустив альбом з самоназвою «Джон Ларкін» (раритет). Він казав, що «у нього вдома в клозеті ці альбоми валяються сотнями». Десь в цей самий час його життям поступово почали запановувати алкоголізм та зловживання наркотиками. Але Ларкін вирішив подолати ці проблеми після того, як помер у 1986 році його друг і співмузикант Джо Фаррелл (Joe Farrell). І зрештою, з допомогою його нової дружини Джуді, що теж була колишньою алкоголічкою, він здобув перемогу. «В тебе талант, — вона сказала йому. — Я постараюсь вивести тебе в люди».

### Поява «Джона Скетмена»
У 1990 році він подався до Берліна (Німеччина) з метою просунутись у своїй кар'єрі. Цінуючи джазовий настрій міста, він продовжував свій репертуар піаніста в барах, клубах та на круїзних річкових кораблях по цілій Німеччині. Власне, в цій країні після овацій за його скет по закінченні музичного інтерпретування пісні «On the Sunny Side of the Street» він вирішив свої виконання супроводжувати співом. Десь в той самий час Манфред Зарінґер (Джоновий агент) запропонував йому поєднати спів скетом із техно-музикою та звучанням хіп-хопу, на що Ларкін зреагував скептично, але запрошення в студію BMG Hamburg прийняв.
Ларкін боявся переважно усвідомлення слухачів, що він заїка, отже, Джуді запропонувала, аби він про це висловлювався у музиці прямо. Разом із продюсерами танцювальної музики Інґом Кайсом (Ingo Kays) та Тоні Катанья (Catania) він записав свій перший сингл «Scatman (Ski Ba Bop Ba Dop Bop)» — пісня, що розраховувалась надихнути дітей-заїк долати свої страхи. Відтоді він почав називати себе Скетменом Джоном.

### Всесвітнє визнання
У 52-річному віці, в 1995 році, він став світовою зіркою. На початках продаж дебютного синглу «Scatman (Ski Ba Bop Ba Dop Bop)» був невеликий, однак згодом ця пісня набула абсолютної популярності, отримавши перші місця майже у кожній країні світу, і продавши понад 6 мільйонів копій альбому. Ця пісня залишається його найвідомішою та найпродаванішою піснею і надалі. Вона також займала 10 місце в хіт-параді Великої Британії багато тижнів. Пізніше він випустив пісню «Scatman's World», котра лише трохи була менш популярністю.
Після такого успіху цих двох синглів він випустив дебютний альбом за назвою «Scatman's World». Цей альбом продався 3-ма мільйонами копій і побив світовий рекорд продаж у різних країнах. Відтак він почав концертний тур по Європі та Азії. Якось він пригадував: «Одного разу в Іспанії, коли я вийшов на сцену, молодь викрикувала вітання десь протягом п'яти хвилин, так що я не міг розпочати пісні». Під час промоційного інтерв'ю для альбому Ларкін настільки вільно говорив, що журналіст ні разу не почув, як він заїкається, тому журналіст перепитав у співака, чи той справді заїка чи використовує заїкання «як трюк для своєї кар'єри». Вперше у житті Ларкін засоромився своєї вільної мови, а не заїкання.

### Кінець життя
У 1999 році він випустив свій третій і останній альбом «Take Your Time». Як згодом виявилось, здоров'я Джона погіршилося ще у 1998 році. Він продовжував працювати над своїм останнім альбомом попри наполегливі поради лікарів не перенапружуватися роботою.
У співака діагностували рак легень, після чого було приписане інтенсивне лікування. Весь цей час він утримував позитивний склад розуму. Якось він сказав: «Хоч би що Бог хотів, я не заперечую… Я провів своє життя якнайліпше. Я відчув красу».
Він помер у Лос-Анджелесі у своєму домі 3 грудня 1999 року.

В інтерв'ю 1996 року Ларкін зазначив:
Я гадаю, що діти, коли співають чи танцюють за мною, відчувають, що життя не таке вже й погане. Навіть якщо воно триває якусь мить.

## Дискографія

### Альбоми
- John Larkin (1986) — некомерційна версія
- Scatman's World (1995) — 2-ге місце в Японії (протягом 40 тижнів) і 104-те у Великій Британії
- Everybody Jam! (1996) — 17-те місце в Японії
- Take Your Time (1999)
- Listen to the Scatman (2001)
- The Best of Scatman John' (2002)

### Сингли
- Scatman (Ski-Ba-Bop-Ba-Dop-Bop (1994) — перші місця в Скандинавії, Бельгії, Швейцарії, Австрії, Італії, Іспанії, Туреччині, Франції, Німеччині, Ірландії і Великій Британії; 2-ге у Нідерландах; 7-ме в Австралії; 10-те у США (танцювальний хіт-парад); 36-те у Японії та 60-те в США.
- Scatman's World (1995) — перші місця у Франції, Німеччині та Іспанії; 3-тє в Нідерландах; 45-те в Японії.
- Song of Scatland (1995) — 39-те місце у Франції та 46-те в Німеччині.
- Only You (1995).
- Scat Paradise (EP) (1995) — 45-те в Японії.
- Su Su Su Super キ・レ・イ (1996) — 16-те в Японії.
- Pripri Scat (3") (1996) — 28-ме у Японії.
- Everybody Jam! (1996) — 44-те в США (танцювальний хіт-парад); 46-те в Німеччині.
- Let It Go (1997).
- Scatmambo (1998).
- The Chickadee Song (1999).
- Take Your Time (1999).
- I Love Samba (1999).
- Ichi, Ni, San… Go! (1999).

### Інше
- Life is Fantastic (1995, сингл Army of Lovers, що містить ремікси Скетмена Джона).
- Megamix '96 (1996, сингл, що вийшов у Франції. Раритет).
- Queen Dance Traxx 1 (1997, компіляція із задіянням Джона, що містить «The Invisible Man» та «We Are The Champions»).
- Steal the Base (1999, пісня, що входить в саундтрек до фільму «Major League: Back to the Minors»).

## Співпраця
Скетмен Джон брав участь у записі альбому італійського співака Адріано Челентано «Alla corte del remix» 1995 року.